# Electranne
Electranne (latin Electrannus floruit 866) était un évêque de Rennes du IXe siècle.

## Contexte
Electranne est consacré le 29 septembre 866 par Hérard, archevêque de Tours, assisté de deux de ses suffragants : Robert, évêque du Mans (856-v.880) et d'Actard, évêque de Nantes. Cette cérémonie est conforme aux directives fixées par le pape Nicolas Ier à Festinien de Dol dans sa lettre du 17 mai, conformément à l'accord conclu avec le roi Salomon de Bretagne afin d'apaiser les tentions nées de la volonté politique de Nominoë de créer un « archidiocèse breton » autour de Dol de Bretagne au détriment de l'archevêché de Tours qui perdait ainsi plusieurs de ses suffragants.
Toutefois cette soumission à la métropole de Tours semble être restée sans suite,
Electranne reçoit un certain Fromond venu en pèlerinage sur la tombe de Saint-Marcellin. Il est mentionné comme témoin dans une charte du 2 mai 871 du Cartulaire de Redon.

## Sources
- Arthur de La Borderie, Histoire de la Bretagne, vol. II, Mayenne, Joseph Floch (réédition), 1975, 556 p., p. 99 note n°2
- (la) Jean-Barthélemy Hauréau, Gallia Christiana, vol. XIV Provincia Turonensi, Paris, Firmin-Didot, 1856, p. 742-743 XI Electrannus